# Georg Meissner
Georg Meissner (Hannover, 19 novembre 1829 – 30 marzo 1905) è stato un anatomista e fisiologo tedesco.
Studiò medicina all'Università di Göttingen dove lavorò a stretto contatto con Rudolf Wagner. Nel 1851 accompagnò Wagner e Theodor Billroth in un viaggio a Trieste dove perfezionò alcuni studi sui pesci torpedine. Nel 1852 terminò il dottorato a Göttingen e dal 1855 diventò professore all'Università di Basilea, di Friburgo (dal 1857) e di Göttingen (dal 1860 al 1901).
Il suo nome è associato al corpuscolo di Meissner, terminazioni nervose incapsulate, anche chiamati corpuscoli tattili, che si trovano nello strato superficiale del derma.
È inoltre ricordato con il plesso di Meissner, un plesso nervoso intercalato nella tonaca sottomucosa del tubo gastroenterico; insieme al plesso di Auerbach va a formare il sistema nervoso enterico.

## Scritti
- (DE)  Beitraege zur Anatomie und Physiologie der Haut, Leipzig 1853
- (DE)  Beiträge zur Physiologie des Sehorgans, Leipzig 1854
- (DE)  Über die Nerven der Darmwand, Z Ration Med N F 8: 364-366 Meissner G. (1857)
- (DE)  Untersuchungen über den Sauerstoff, Hannover: Hahn, 1863
- (DE)  Zur Funktion der Knäueldrüsen, In: Zwei vergessene arbeiten aus der klassischen Periode der Hautanatomie di Paul Gerson Unna, Hamburg: Voss 1889